# Vlag van Kiev (oblast)

Vlag van Kiev

De vlag van Kiev is samen met het provinciale wapen het officiële symbool van de oblast Kiev.
De vlag bestaat uit drie even brede verticale banen in de kleurencombinatie blauw-geel-blauw, met in het midden van de gele baan een historisch regionaal symbool dat ook centraal staat in het provinciale wapen. Dit symbool is Sint-Joris die de draak doodt. De kleuren blauw en geel verwijzen naar de vlag van Oekraïne.
De vlag heeft een hoogte-breedteverhouding van 2:3.